# أوزفالدو فاتوري
أوزفالدو فاتوري (بالإيطالية: Osvaldo Fattori)‏ (مواليد 22 يونيو 1922 - 27 ديسمبر 2017) هو لاعب كرة قدم. يلعب مع منتخب إيطاليا لكرة القدم. سبق له أن لعب في كأس العالم لكرة القدم مع منتخب بلاده.

## روابط خارجية
- أوزفالدو فاتوري على موقع الاتحاد الدولي (مؤرشف)  (الإنجليزية)
- أوزفالدو فاتوري على موقع قاعدة بيانات كرة القدم.إي يو (الإنجليزية)
- أوزفالدو فاتوري على موقع ناشيونال فوتبول تيمز (الإنجليزية)
- أوزفالدو فاتوري على موقع عالم كرة القدم.نت (الإنجليزية)